# 王獻吉
王献吉（？—1630年），字徵美，南直隶松江府华亭县（今上海市松江区）人。明朝解元、政治人物。

## 生平
福建建寧府知府王善继之子。万历三十四年（1606年）顺天乡试第一名举人。崇祯三年（1630年），官山东胶州知州。次年，李九成叛，围莱州、陷平度，诸邑戒严。献吉修繕城隍廟，修整壁垒，力保城池不失。以劳疾卒于官，祀名宦祠。